# Alfred Hrdlicka
Alfred Hrdlicka, né le 27 février 1928 à Vienne et mort le 5 décembre 2009 dans la même ville, est un sculpteur, dessinateur, graveur et peintre autrichien.

## Biographie
Alfred Hrdlicka est élève du sculpteur Fritz Wotruba à l'Académie des beaux-arts de Vienne.
Longtemps sympathisant communiste, il est fortement engagé à gauche contre la guerre, la violence, le fascisme et l'antisémitisme. Défendant ces valeurs tout au long de sa vie, ses œuvres ont régulièrement soulevé la polémique.
Son Monument à Karl Renner, en 1967 à Vienne, dédié au premier président de la République social-démocrate d'après l'effondrement du nazisme, lui avait valu les foudres d'une « Ligue contre l'art dégénéré », thème d'une célèbre exposition de la dictature nazie.
En Allemagne, à Hambourg, son monumental Mémorial du Souvenir avait aussi soulevé de vives polémiques.
En 2008, il avait encore déchaîné les passions avec une exposition, au musée de la cathédrale Saint-Étienne de Vienne, organisée pourtant avec l'aval de la hiérarchie catholique. Sur le thème « Religion, Chair et Pouvoir — le religieux dans l'œuvre d'Alfred Hrdlicka », cette exposition avait soulevé une telle polémique que le cardinal-archevêque de Vienne, Christoph Schönborn, tout en se déclarant solidaire de l'artiste, avait ordonné le décrochage de sa version iconoclaste du dernier repas de Jésus-Christ, la Cène.
Alfred Hrdlicka ne manquait d'ailleurs pas une occasion de citer son leitmotiv central : « Tout art vient de la chair ».
Parmi ses œuvres les plus importantes figurent celles consacrées à la Révolution française, au compositeur Franz Schubert et au metteur en scène de cinéma italien Pier Paolo Pasolini.
Il a représenté l'Autriche à la Biennale de Venise en 1964, et a enseigné tant à Vienne qu'en Allemagne, notamment à Berlin, Hambourg et Stuttgart.

Œuvres d'Alfred Hrdlicka
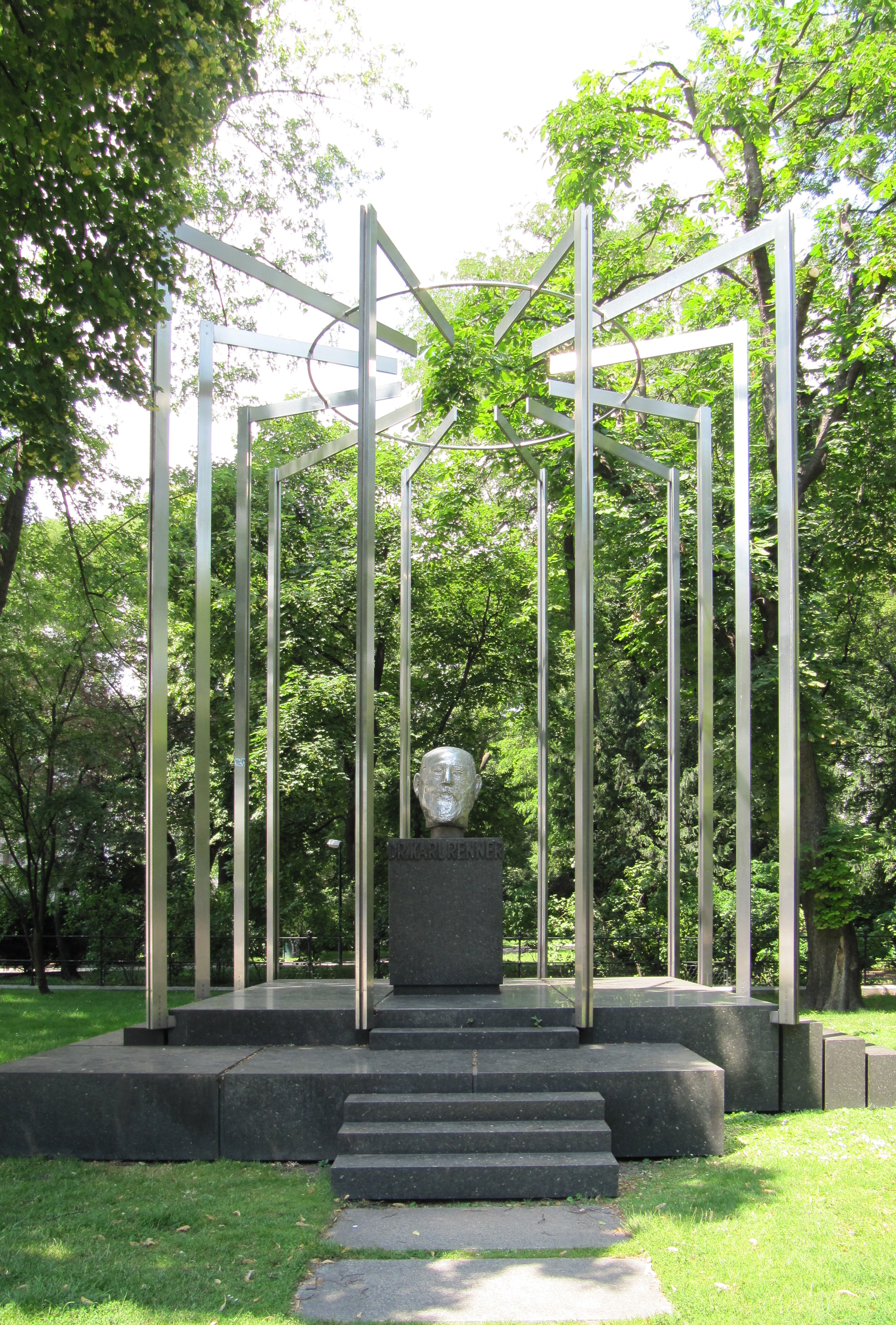
Monument à Karl Renner (1967), Vienne.
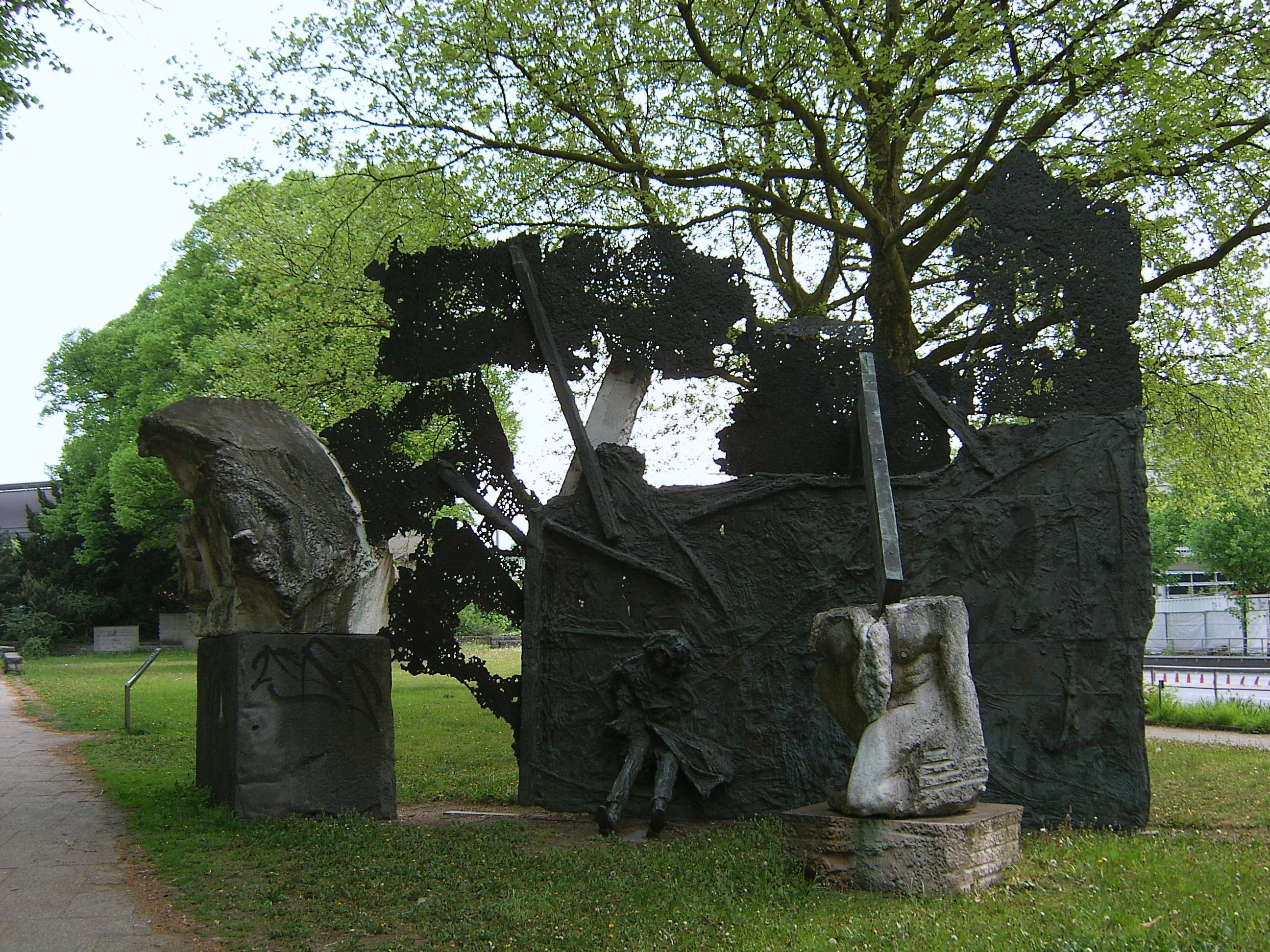
Mémorial du Souvenir (1983–1986), Hambourg.
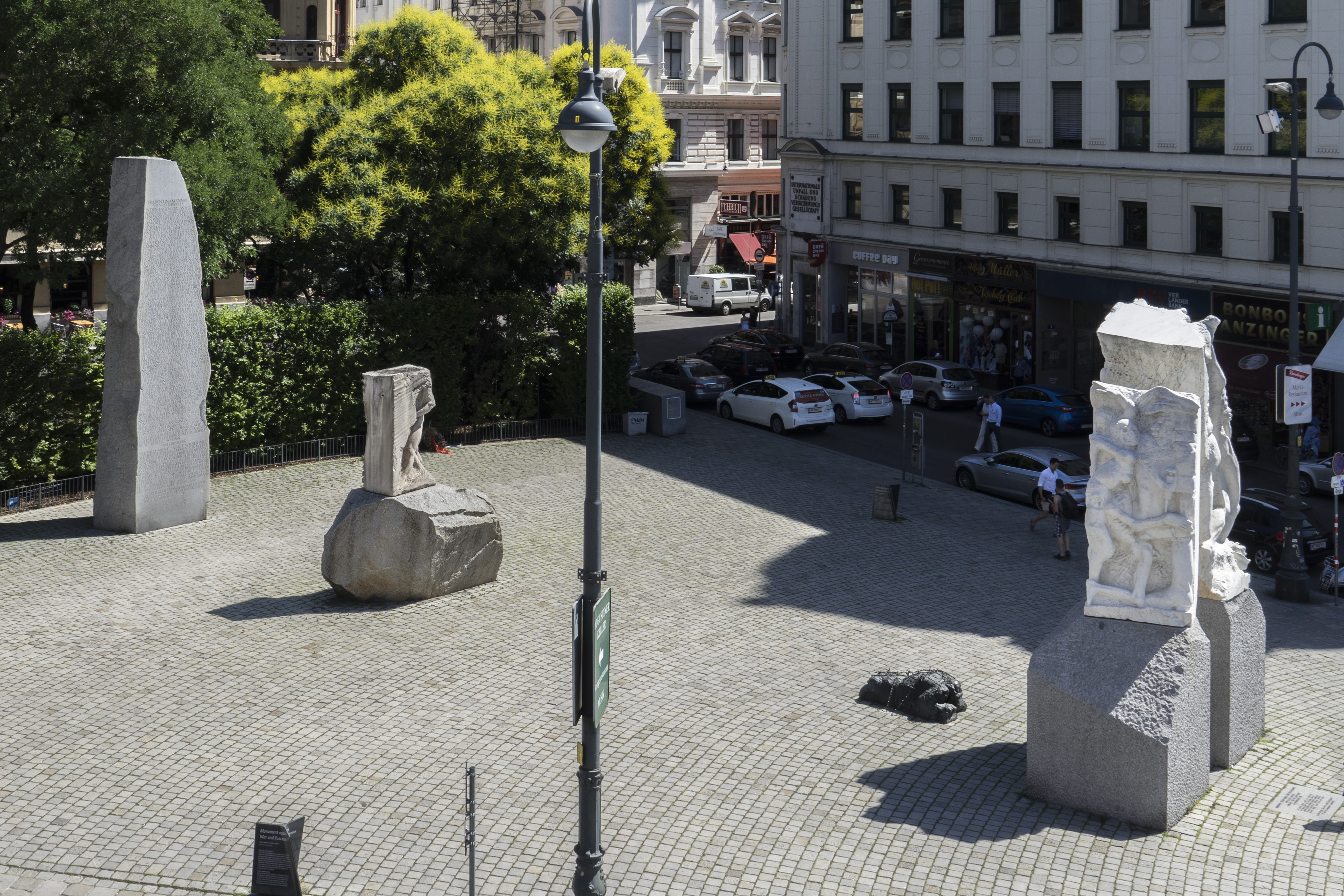
Mémorial contre la guerre et le fascisme (1991), Vienne.